# Тайрес Асанте
Тайрес Асанте (нід. Tyrese Asante, нар. 9 квітня 2002, Гаага) — нідерландський футболіст ганського походження, захисник ізраїльського клубу «Маккабі» (Тель-Авів) та молодіжної збірної Нідерландів. Виступав також за клуби «Квік Ден Гаг» та «АДО Ден Гаг».

## Клубна кар'єра
Тайрес Асанте народився 2002 року в місті Гаага. Розпочав займатися футболом у юнацькій команді футбольного клубу «Феєнорд», пізніше грав за юнацькі команди клубів «Спарта» та «Квік Ден Гаг». У 2020 році Асанте розпочав грати за першу команду клубу «Квік Ден Гаг», в якій виступав до 2021 року. У 2021 році футболіст перейшов до складу клубу «АДО Ден Гаг», у якому грав до 2024 року, та став основним гравцем захисту команди. З 2024 року Асанте грає у складі ізраїльського клубу «Маккабі» (Тель-Авів).

## Виступи за збірну
Протягом 2023—2024 років Тайрес Асанте грав у складі молодіжної збірної Нідерландів. На молодіжному рівні зіграв у 4 офіційних матчах.

## Титули і досягнення
- Володар Суперкубка Ізраїлю (1):

Маккабі (Тель-Авів): 2024
- Володар Кубка Тото (1):

Маккабі (Тель-Авів): 2024-25
- Чемпіон Ізраїлю (1):

«Маккабі» (Тель-Авів): 2024-25